# El Vernet (Perpinyà)

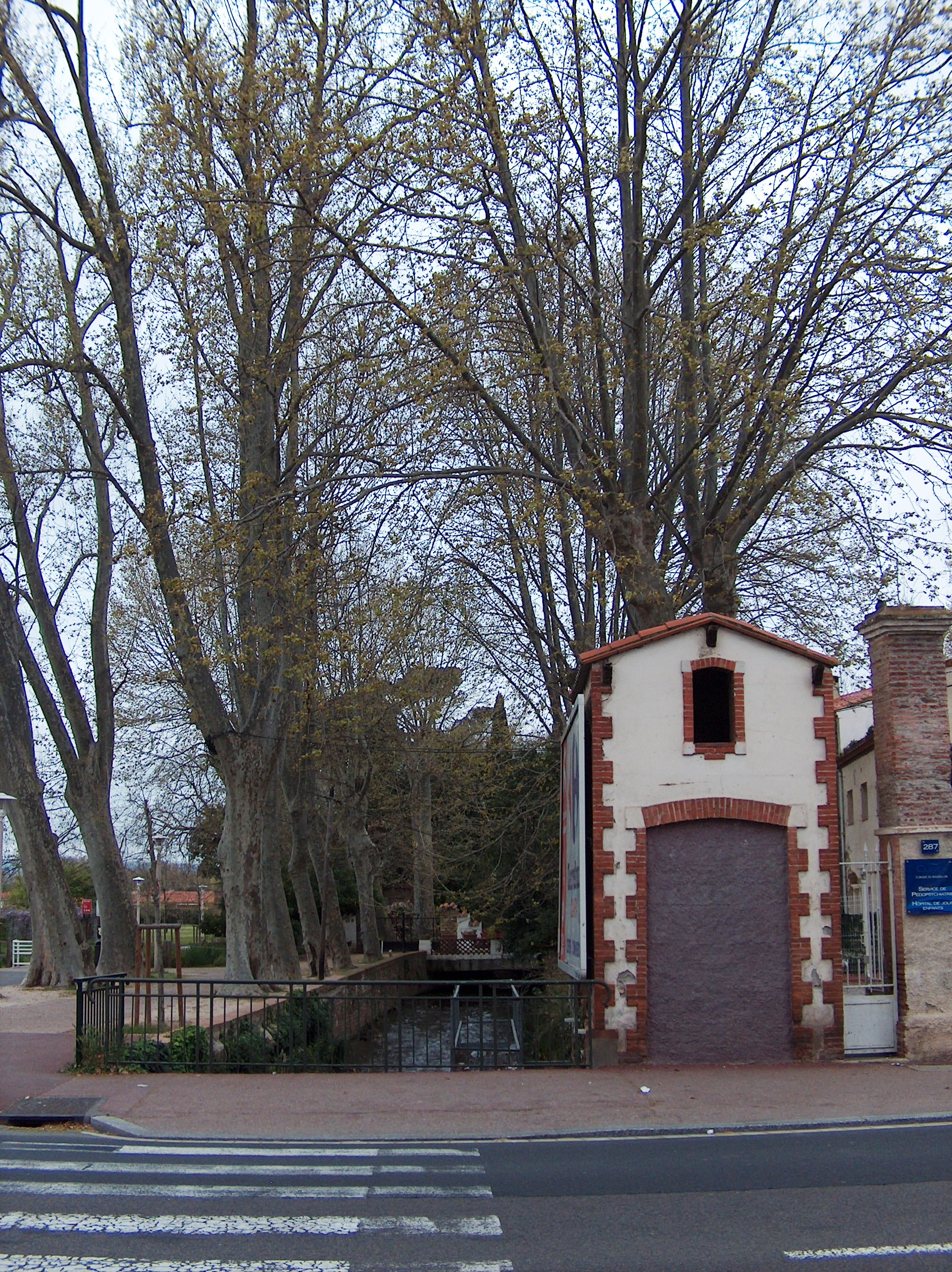
Rec de Vernet.

El Vernet és un antic poble i terme pertanyent actualment al terme comunal de Perpinyà, a la comarca del Rosselló, de la Catalunya del Nord.
Està situat a l'esquerra de la Tet, davant i al nord de l'antiga vila de Perpinyà, i constitueix en l'actualitat, i des de l'edat moderna, la meitat nord de la ciutat cap del Rosselló.
Estava centrat en el desaparegut castell de Vernet, a 2 quilòmetres al nord de la Tet, ran del lloc on es bifurquen les carreteres de Perpinyà a Narbona i a Foix. En aquest indret sorgí un nucli urbà que prengué el nom de l'Alt Vernet, davant del Baix Vernet, que havia crescut a darreries del segle xix ran de la riba esquerra de la Tet, davant mateix de Perpinyà. Enmig es trobava una terra de molt bon rendiment agrícola, a causa del reg del canal del Vernet i de Pià, que rega també les veïnes terres de Sant Genís de Tanyeres. En aquest espai es començaren a situar alguns establiments religiosos (les clarisses, el Bon Pastor, Sant Cristòfor), en uns amples espais encara no urbanitzats: la seva urbanització, formant el Vernet Mitjà, s'ha donat a darreries del segle xx.
L'Alt Vernet veié també la construcció del modern Hospital de Sant Joan, i ha vist com s'hi establia un important nombre de pieds-noirs (especialment a la zona coneguda amb el nom de Ciutat del Milió), així com de gitanos i nord-africans, sovint en bidonvilles (barris de barraques).
A El Vernet s'hi situa una escola bressola, escola d'immersió lingüística en català.